# Carina Beduschi
Carina Schlichting Beduschi (São José, 19 de dezembro de 1984) é uma arquiteta, ex-modelo e conhecida em seu país por ter conquistado o título de Miss Brasil 2005 no dia 14 de abril do mesmo ano, concurso este transmitido pela TV Bandeirantes no Copacabana Palace, no Rio de Janeiro.
Carina é até hoje (2020) a última catarinense a obter o título de Miss Brasil para o seu Estado. Foi durante dez anos a última loira a conquistar a vitória no certame, jejum este quebrado pela gaúcha Marthina Brandt em 2015. Curiosamente, Carina é prima da Miss Brasil 1988 Isabel Beduschi.

## Sobre

### Histórico
Carina é filha do engenheiro Domingos Sávio Beduschi e da advogada Helena Márcia Schlichting Beduschi. Ela possui ascendência italiana por parte de pai e alemã por parte de mãe. Capitã do time de handebol durante a adolescência, Carina se formou em arquitetura e urbanismo pela Universidade do Sul de Santa Catarina em 2007.
Desacreditada de sua vitória no certame nacional, Carina chegou a declarar a jornalista Clarissa Monteagudo da revista ISTOÉ que o desejo de se tornar Miss partiu de sua mãe:
O empenho de Carina surpreendeu a família. Os Beduschi nunca imaginavam que a filha magrelinha, capitã do time de handebol no colégio, ganharia  o título de mulher mais bonita do País. Mais do que isso, ela realizou o sonho de juventude da mãe, a advogada Helena Márcia Schlichting Beduschi, que quando jovem foi impedida pelo pai de se tornar miss Florianópolis. E pensar que, quando nasceu, Carina foi considerada um neném medonho.

## Concursos

### Miss Santa Catarina
Influenciada por sua mãe, Carina disputou o título de Miss Santa Catarina 2005 representando a cidade de Florianópolis, apesar de nascida em São José, no Centreventos "Cau Hansen", em Joinville. No dia 8 de março daquele ano, disputando a coroa com outras vinte e seis candidatas, foi eleita a mais bela catarinense em transmissão oficial da TV Barriga Verde, afiliada da Band na região, sob a coordenação do colunista social Moacir Benvenutti (falecido em 2016). A loira deixou na segunda colocação a representante de Biguaçu Michele Koerich e Bruna Vidal de São Francisco do Sul na terceira posição.

### Miss Brasil
Com o título estadual em mãos, ganhou o direito de participar do Miss Brasil 2005, que naquele ano foi realizado no Golden Room do Copacabana Palace, no Estado do Rio de Janeiro. Disputando com outras vinte e seis candidatas a coroa de mulher mais bela do País, Carina sagrou-se vencedora em concurso transmitido nacionalmente pela Rede Bandeirantes de Televisão. Beduschi deixou na segunda colocação a paranaense Patrícia Reginato e na terceira colocação a capixaba Ariane Colombo.
Declarou a uma reportagem do portal catarinense "NSC Total" de 13 de setembro de 2013:
Minha mãe brincou que iria me inscrever para que pudéssemos passar mais tempo juntas, afinal, eu vivia numa correria. Não tinha pretensão de participar e muito menos de ganhar. Foi uma surpresa atrás da outra.

### Miss Universo
Com a vitória no nacional, Carina viajou até Bancoque, na Tailândia, tentar trazer o terceiro título de Miss Universo para o Brasil, vitória esta que não ocorre desde 1968. No dia 31 de maio daquele ano, disputando com outras oitenta candidatas ao vivo pela NBC, a brasileira não conseguiu classificação entre as quinze mais belas da noite, recaindo sobre a cabeça da Miss Canadá Natalie Glebova, a coroa de Miss Universo 2005.

## Atualmente
Após se formar, Carina mudou-se para São Paulo em 2009 onde conseguiu um emprego em dos escritórios de arquitetura mais requisitados do País, o da arquiteta Débora Aguiar. Atualmente ainda mora na cidade, onde exerce sua profissão como arquiteta especializada em design de interiores e é mãe de duas crianças, Helena e Antônio, fruto do seu casamento desde 2005 com o médico Roberto Fretta Moreira, filho de Eduardo Pinho Moreira, vice-governador de Santa Catarina.